# Доменные печи Скрантона
Доменные печи Скрантона (англ. Scranton Iron Furnaces) ― промышленный музей в городе Скрантон, штат Пенсильвания, США.
Представляет собой остатки четырёх каменных доменных печей, которые были построены между 1848 и 1857 годами и использовались для производства металлов. Выплавка чугуна на данной площадке была начата компанией Scranton, Grant & Company в 1840 году, позднее печи использовались компанией Lackawanna Iron &amp; Coal Company. В 1847 году на печах выплавлялись рельсы для железной дороги Эри ― одного из крупнейших железнодорожных путей на северо-востоке США в своё время. В 1865 году компания Scranton, Grant & Company стала лидером по производству железа в Соединённых Штатах. В 1875 году в Скрантоне началась выплавка стали. В 1880 году в печах было произведено 125 000 тонн передельного чугуна, который в первую очередь шёл на изготовление рельсов. В 1902 году завод в Скрантоне был закрыт, а всё производство было перенесено в город Лакаванна, штат Нью-Йорк.
С 1971 года площадка управляется Историко-музейной комиссией Пенсильвании и является частью комплекса Музея антрацитового наследия Пенсильвании. В 1991 году площадка была включена в Национальный реестр исторических мест США.